# Olenecamptus duodilloni
Olenecamptus duodilloni es una especie de escarabajo longicornio del género Olenecamptus, categorizada en la tribu Dorcaschematini, de la subfamilia Lamiinae. Fue descrita por Gilmour en 1947.

## Descripción
Mide 12 mm de longitud.

## Distribución
Se distribuye por Indonesia y Timor Oriental.